# Лудвиг II фон Лора
Лудвиг II фон Лора (на немски: Ludwig II, Graf von Lohra; † 1164/сл. 1165) е граф на графството Лора в Северна Тюрингия, близо до град Нордхаузен.

## Произход и наследство
Той произлиза от род Лудовинги. Син е на граф Лудвиг I фон Лора († 1126, убит в битка). Името на майка му не е известно. Внук е на граф Беренгер I фон Лора († сл. 1116) и Гева фон Зеебург († сл. 14 февруари 1152). Правнук е на Дитрих фон Линдербах и Ута от Тюрингия, дъщеря на ландграф Лудвиг Брадати от Тюрингия († 1080) и Цецилия фон Зангерхаузен. Племенник е на граф Дитрих I фон Берка († сл. 1178). Братовчед е на граф Дитрих II фон Берка († сл. 1225).
Неговият внук, последният граф на Лора, Лудвиг IV фон Лора, не се завръща от кръстоносен поход през 1227 г. След това територията съществува като Господство Лора до края на Свещената римска империя като част от различни територии.

## Фамилия
Лудвиг II фон Лора се жени след 1122 г. за Юта/Юдит фон Шваленберг († сл. 1162), вдовица на граф Албрехт (Адалберт) I фон Еверщайн († сл. 1122), дъщеря на граф Видекинд I фон Шваленберг († 1137) и съпругата му Лутруд/Лутрадис фон Итер († 1149). Те имат двама сина:
- Лудвиг III фон Лора († сл. 1227), граф на Лора, фогт на Ешвеге, има трима сина:
  - Лудвиг IV фон Лора († 1229)
  - Берингер III фон Лора († ок. 1221), женен за фон Байхлинген († пр. 1324)
  - Алберт фон Лора († сл. 1207)
- Берингер II фон Клетенберг-Лора († 1190/1197), граф фон Щайн, фогт на Щайн, женен за Берта фон Аменслебен († 1184), има три деца, един син и две дъщери:
  - Ото фон Грибен и Щайн († 1211/1215)
  - Берта фон Лора († пр. 1222), омъжена за Ернст III фон Глайхен († сл. 1230)
  - Лукардис фон Грибен († сл. 1211), омъжена за Йохан фон Гибихенщайн († сл. 1231)